# Dorey
W. H. Dorey war ein französischer Hersteller von Automobilen.

## Unternehmensgeschichte
Das Unternehmen aus Paris stellte hauptsächlich Automobilzubehör her. Im Dezember 1898 präsentierte es auf einer Fahrradausstellung einen Gebrauchtwagen unbekannter Herkunft, das mit einem patentierten Vergaser und einem besonders einfach zu bedienenden Getriebe ausgestattet war. Erst 1906 begann die tatsächliche Produktion von Automobilen. Der Markenname lautete Dorey. Nach einer Unterbrechung von 1907 bis 1912 wurde 1913 die Produktion endgültig eingestellt.

## Fahrzeuge
- 1906–1907 kleines Einzylindermodell mit Einbaumotor von De Dion-Bouton[1][2]
- 1906–1907 größeres Vierzylindermodell mit Einbaumotor von V.R. oder Mutel und Kardanantrieb[1]
- 1912–1913 Cyclecar[1][2][3] mit luftgekühltem Zweizylindermotor